# Alfred Lepape
Pour les articles homonymes, voir Lepape.
Alfred Lepape, né en 1925 et mort en 1996, est un militant libertaire et pacifiste du Borinage (Belgique).

## Biographie
Il rejoint le mouvement anarchiste au sortir de la Seconde Guerre mondiale et est actif jusqu'en 1975. 
Il est l’éditeur responsable et le secrétaire des publications de L’Action Commune Libertaire, fondée le 2 novembre 1952 à l'appel du syndicaliste Jean De Boë, et qui réunit notamment Guy Badot (Charleroi), Hem Day (Bruxelles), Georges Simon (Quaregnon), Joseph De Smet (Gand), Luis Broecke (Anvers) et Jean-Baptiste Schaut dit Adamas (Liège). L'association rassemble des anarchistes de toutes tendances et se donne pour objectif de pratiquer une information destinée à un large public. Elle publie des affiches et des tracts pacifistes et antimilitaristes. Le groupe est rapidement miné par des divisions entre individualistes et communistes libertaires.
En 1954, il est condamné à une amende pour la publication d'un tract, en pleine campagne électorale : Non, nous ne voterons pour personne.
La même année, il est le secrétaire du groupe du Borinage de l'Internationale des Résistants à la Guerre (IRG).
En 1967, il est parmi les fondateurs de la Fédération des groupes socialistes libertaires et crée le groupe Paix et Liberté.
Il a collaboré à L'Entente Anarchiste (Bulletin de relations, d'informations, de coordination et d'étude organisationnelle du mouvement anarchiste - 1952), au journal belge Le Libertaire (Liège), au Monde libertaire (Paris), à Civilisation libertaire, ainsi qu'aux Cahiers de l’Humanisme libertaire animés par Gaston Leval.
En 1973, il rédige une brève Histoire du mouvement libertaire belge (non publiée).
Collectionneur infatigable du mouvement libertaire, ses archives ont été dispersées à sa mort. Une partie a été rachetée à un bouquiniste par le Mundaneum (Mons).

## Œuvres
- Alfred Lepape, Histoire du mouvement libertaire belge, Dour (Belgique), 1973[1].
- Nombreux articles dans la presse libertaire.
- Correspondance disponible au Mundaneum[2].

## Notices
- Dictionnaire des anarchistes, « Le Maitron » : notice biographique.
- Fonds Jan Pellering : notice biographique.
- René Bianco, 100 ans de presse anarchiste : notice.
- Centre International de Recherches sur l'Anarchisme (Lausanne) : notice.
- Dictionnaire international des militants anarchistes : notice biographique.
- Mundaneum : notice.